# Euller
Euller (sinh ngày 15 tháng 3 năm 1971) là một cầu thủ bóng đá người Brasil.

## Đội tuyển bóng đá quốc gia Brasil
Euller thi đấu cho đội tuyển bóng đá quốc gia Brasil từ năm 2000 đến 2001.

## Thống kê sự nghiệp
| Đội tuyển bóng đá Brasil | Đội tuyển bóng đá Brasil | Đội tuyển bóng đá Brasil |
| Năm                      | Trận                     | Bàn                      |
| ------------------------ | ------------------------ | ------------------------ |
| 2000                     | 1                        | 1                        |
| 2001                     | 5                        | 2                        |
| Tổng cộng                | 6                        | 3                        |